# Mariano Andújar
Mariano Gonzalo Andújar (Buenos Aires, 30 juli 1983) is een Argentijns doelman in het betaald voetbal. Hij tekende in juli 2016 bij Estudiantes, dat hem in het voorgaande seizoen al huurde van Napoli. Andújar debuteerde in juni 2009 in het Argentijns voetbalelftal, waarvoor hij elf interlands speelde.

## Carrière
Andújar begon in 2001 als keeper van het jeugdteam van Huracán. Hij debuteerde daar een jaar later in de hoofdmacht. De club degradeerde in 2003 uit de Primera División. Hij bleef en werd in het seizoen 2004/05 eerste keeper. In de daaropvolgende zomer klopte US Palermo aan om Andújar een jaar te huren. Na dat jaar stuurden de Italianen hem terug naar Huracán, maar bij terugkeer in zijn thuisland werd hij direct gekocht door Estudiantes. Daarmee werd hij in het seizoen 2006/07 landskampioen en won hij een paar jaar later de Copa Libertadores 2009. Catania haalde Andújar daarop in juni 2009 opnieuw naar Italië en kwam een vierjarig contract met hem overeen. Hij was vijf jaar eerste doelman van Catania, met uitzondering van een halfjaar op huurbasis bij zijn oude club Estudiantes in 2012. Toen de club in het seizoen 2013/14 degradeerde naar de Serie B, verhuisde Andújar naar Napoli. Hier moest hij concurreren met doelman Rafael. Dit was een strijd die hij in eerste instantie verloor, maar de tweede helft van het seizoen stond hij wel in de basis. Andújar keerde na één jaar bij Napoli voor de tweede keer terug naar Estudiantes, eerst een jaar op huurbasis en in juli 2016 definitief. Hij speelde in 2022 zijn 300e wedstrijd voor Estudiantes in de Primera División.

## Cluboverzicht
| Seizoen | Club          | Competitie         | Wedstrijden | Doelpunten |
| ------- | ------------- | ------------------ | ----------- | ---------- |
| 2002/03 | Huracán       | Primera División   | 7           | 0          |
| 2003/04 | Huracán       | Primera B Nacional | 17          | 0          |
| 2004/05 | Huracán       | Primera B Nacional | 36          | 0          |
| 2005/06 | → Palermo     | Serie A            | 11          | 0          |
| 2006/07 | Estudiantes   | Primera División   | 34          | 0          |
| 2007/08 | Estudiantes   | Primera División   | 36          | 0          |
| 2008/09 | Estudiantes   | Primera División   | 34          | 0          |
| 2009/10 | Catania       | Serie A            | 35          | 0          |
| 2010/11 | Catania       | Serie A            | 37          | 0          |
| 2011/12 | Catania       | Serie A            | 16          | 0          |
| 2011/12 | → Estudiantes | Primera División   | 18          | 0          |
| 2012/13 | Catania       | Serie A            | 34          | 0          |
| 2013/14 | Catania       | Serie A            | 24          | 0          |
| 2014/15 | Napoli        | Serie A            | 15          | 0          |
| 2016    | → Estudiantes | Primera División   | 12          | 0          |
| 2016/17 | Estudiantes   | Primera División   | 24          | 0          |
| 2017/18 | Estudiantes   | Primera División   | 26          | 0          |
| 2018/19 | Estudiantes   | Primera División   | 24          | 0          |
| 2019/20 | Estudiantes   | Primera División   | 23          | 0          |
| 2020/21 | Estudiantes   | Primera División   | 11          | 0          |
| 2021    | Estudiantes   | Primera División   | 38          | 0          |
| 2022    | Estudiantes   | Primera División   | 38          | 0          |
| 2023    | Estudiantes   | Primera División   | 23          | 0          |

## Interlandcarrière
Bondscoach Diego Maradona liet Andújar op 6 juni 2009 debuteren in het Argentijns voetbalelftal, in een met 1–0 gewonnen WK-kwalificatiewedstrijd thuis tegen Colombia. Een jaar later nam hij hem mee naar het WK 2010, als reservekeeper achter Sergio Romero. Hij kwam tijdens het toernooi niet in actie. Hij ging ook als ongebruikte reservedoelman mee naar de Copa América 2011, het WK 2014, de Copa América 2015 en de Copa América Centenario.

## Erelijst
| Competitie        |             |               |             |             |
| Competitie        | Aantal      | Jaren         |             |             |
| Estudiantes       | Estudiantes | Estudiantes   | Estudiantes | Estudiantes |
| ----------------- | ----------- | ------------- | ----------- | ----------- |
| Copa Libertadores | 1x          | 2009          |             |             |
| Primera División  | 1x          | Apertura 2006 |             |             |
| Napoli            |             |               |             |             |
| Supercoppa        | 1x          | 2014          |             |             |

1 Pozo ·
2 Demichelis ·
3 C. Rodríguez ·
4 Burdisso ·
5 Bolatti ·
6 Heinze ·
7 Di María ·
8 Verón ·
9 Higuaín ·
10 Messi ·
11 Tévez ·
12 Garcé ·
13 Samuel ·
14 Mascherano  ·
15 Otamendi ·
16 Agüero ·
17 Gutiérrez ·
18 Palermo ·
19 Milito ·
20 M. Rodríguez ·
21 Andújar ·
22 Romero ·
23 Pastore ·
Coach: Maradona
1 Carrizo ·
2 Garay ·
4 Zabaleta ·
4 Burdisso ·
5 Cambiasso ·
6 G. Milito ·
7 Di María ·
8 Zanetti ·
9 Higuaín ·
10 Messi ·
11 Tévez ·
12 Andújar ·
13 Pareja ·
14 Mascherano  ·
15 Biglia ·
16 Agüero ·
17 Rojo ·
21 Pastore ·
19 Banega ·
20 Gago ·
21 Lavezzi ·
22 D. Milito ·
23 Romero ·
Coach: Batista
1 Romero ·
2 Garay ·
3 Campagnaro ·
4 Zabaleta ·
5 Gago ·
6 Biglia ·
7 Di María ·
8 Pérez ·
9 Higuaín ·
10 Messi  ·
11 Rodríguez ·
12 Orión ·
13 A. Fernández ·
14 Mascherano ·
15 Demichelis ·
16 Rojo ·
17 F. Fernández ·
18 Palacio ·
19 Álvarez ·
20 Agüero ·
21 Andújar ·
22 Lavezzi ·
23 Basanta ·
Coach: Sabella
1 Romero ·
2 Garay ·
3 Roncaglia ·
4 Zabaleta ·
5 Gago ·
6 Biglia ·
7 Di María ·
8 Pereyra ·
9 Higuaín ·
10 Messi  ·
11 Agüero ·
12 Guzmán ·
13 Casco ·
14 Mascherano ·
15 Demichelis ·
16 Rojo ·
17 Otamendi ·
18 Tévez ·
19 Banega ·
20 Lamela ·
21 Pastore ·
22 Lavezzi ·
23 Andújar ·
23 Marchesín ·
Coach: Martino
1 Romero ·
2 Maidana ·
3 Roncaglia ·
4 Mercado ·
5 Kranevitter ·
6 Biglia ·
7 Di María ·
8 Fernández ·
9 Higuaín ·
10 Messi  ·
11 Agüero ·
12 Guzmán ·
13 Funes Mori ·
14 Mascherano ·
15 Cuesta ·
16 Rojo ·
17 Otamendi ·
18 Lamela ·
19 Banega ·
20 Gaitán ·
21 Pastore ·
22 Lavezzi ·
23 Andújar ·
Coach: Martino